# Franz Westhoven
Franz Westhoven (* 7. Dezember 1894 in Ludwigshafen am Rhein; † 9. Oktober 1983 in Heidelberg) war deutscher Generalleutnant im Zweiten Weltkrieg.
Vom 8. März bis 8. Mai 1944 befehligte er die 21. Panzer-Division (Wehrmacht), vom 5. bis 26. Mai 1944 die 2. Panzer-Division und vom 1. Oktober 1942 bis 24. Oktober 1943 die 3. Panzer-Division. Nach dem Kriege war er Mitglied des Personalgutachterausschusses, der für die Wiedereinstellung von Offizieren in die Bundeswehr zuständig war.

## Auszeichnungen
- Eisernes Kreuz (1914) II. und I. Klasse[2]
- Verwundetenabzeichen (1918) in Silber[2]
- Militärorden Michael der Tapfere III. Klasse am 19. September 1941
- Anerkennungsurkunde des Oberbefehlshabers des Heeres am 25. Mai 1942[1]
- Deutsches Kreuz in Gold am 9. Juli 1942[1]
- Ritterkreuz des Eisernen Kreuzes am 25. Oktober 1943[1]